# Ashton (Name)
Ashton ist ein englischer männlicher und weiblicher Vorname sowie ein Familienname.

## Herkunft und Bedeutung
Ashton ist ein Wohnstättenname für Personen, die an einer Esche (engl. ash tree) wohnen.

## Namensträger

### Vorname
- Ashton Agar (* 1993), australischer Cricketspieler
- Ashton Carter (1954–2022), US-amerikanischer Politiker
- Ashton Nicole Casey (* 1996), US-amerikanische Rapperin und Sängerin, siehe Ashnikko
- Ashton Chen Yong Zhao (* 1989), singapurischer Badmintonspieler
- Ashton Eaton (* 1988), US-amerikanischer Leichtathlet
- Ashton Götz (* 1993), deutscher Fußballspieler
- Ashton Graybiel (1902–1995), US-amerikanischer Kardiologe, Spezialist für Weltraum-Medizin und Autor
- Ashton Holmes (* 1978), US-amerikanischer Schauspieler
- Ashton Irwin (* 1994), australischer Sänger und Schlagzeuger
- Ashton Jeanty (* 2003), US-amerikanischer Footballspieler
- Ashton Kutcher (* 1978), US-amerikanischer Schauspieler, Moderator und Unternehmer
- Ashton Lambie (* 1990), US-amerikanischer Radsportler
- Ashton Moio (* 1992), US-amerikanischer Schauspieler und Stuntman
- Ashton Parson (* 1994), US-amerikanischer Singer-Songwriter, siehe Parson James
- Ashton Rome (* 1985), kanadischer Eishockeyspieler
- Ashton Sanders (* 1995), US-amerikanischer Filmschauspieler
- Ashton C. Shallenberger (1862–1938), US-amerikanischer Politiker
- Ashton Simmonds (* 1995), kanadischer R&B-Sänger, siehe Daniel Caesar
- Ashton Smith (* 1988), englischer Wrestler
- Ashton John Taylor (* 1990), walisischer Fußballspieler, siehe Ash Taylor
- Ashton Tyler (* 2006), US-amerikanischer Schauspieler
- Ashton Hilliard Williams (1891–1962), US-amerikanischer Jurist und Politiker

### Mittelname
- Arthur Asthon Carnell (1862–1940), britischer Sportschütze, siehe Arthur Carnell
- Robert Ashton Everett (1915–1969), US-amerikanischer Politiker, siehe Fats Everett
- Hubert Ashton Graves (1894–1972), britischer Diplomat, siehe Hubert Graves
- Leon Ashton Punch (1928–1991), australischer Politiker, siehe Leon Punch
- Mary Ashton Rice (1820–1905), US-amerikanische Suffragette und Sozialreformerin, siehe Mary Livermore
- Vernon Ashton Hobart Sturdee (1890–1966), australischer Generalleutnant, siehe Vernon Sturdee
- Clark Ashton Smith (1893–1961), US-amerikanischer Dichter, Bildhauer, Maler und Autor von Horror- und Science-Fiction-Kurzgeschichten
- T. Ashton Thompson (1916–1965), US-amerikanischer Politiker
- Philip Ashton Tonge (1897–1959), britischer Schauspieler, siehe Philip Tonge

### Familienname
- Al Hunter Ashton (1957–2007), britischer Schauspieler und Drehbuchautor
- Alan Ashton (* 1942), US-amerikanischer Informatiker
- Bethany Ashton Wolf (* 1975), US-amerikanische Drehbuchautorin, Produzentin und Filmregisseurin
- Bob Bruce Ashton (1921–2006), US-amerikanischer Komponist und Musikpädagoge
- Brent Ashton (* 1960), kanadischer Eishockeyspieler
- Brian Ashton (Rugbyspieler) (* 1946), englischer Rugby-Union-Spieler und -Trainer
- Brian Ashton (Politiker), kanadischer Politiker
- Brian Ashton (Eishockeyspieler), kanadischer Eishockeyspieler und -trainer
- Brian Ashton (Fußballspieler) (* 1974), kanadischer Fußballspieler
- Carter Ashton (* 1991), kanadischer Eishockeyspieler
- Catherine Ashton (* 1956), britische Politikerin
- Chad Ashton (* 1967), US-amerikanischer Fußballspieler
- Chris Ashton (* 1987), englischer Rugby-Union-Spieler
- Dean Ashton (* 1983), englischer Fußballspieler
- Derek Ashton (1922–1997), englischer Fußballspieler
- Diana Ashton (* 1955), britische Schwimmerin
- Don Ashton (1919–2004), britischer Architekt, Filmarchitekt und Ausstatter
- E. B. Ashton (1909–1983), deutscher Autor und Übersetzer, siehe Ernst Basch (Schriftsteller)
- Edwin Ashton (1893–1970), englischer Fußballspieler
- Ernest Charles Ashton (1873–1957), kanadischer Generalleutnant
- Frank Ashton (1879–1952), englischer Fußballspieler
- Frederick Ashton (1904–1988), britischer Tänzer
- Gene Y. Ashton (* 1946), US-amerikanischer Jazzpianist, Musikpädagoge und Instrumentenbauer, siehe Cooper-Moore
- Georg Ashton (1892–1976), deutscher Diplomat
- Gwyn Ashton (* 1961), australischer Rockmusiker
- Harry Ashton-Wolfe (1881–1959), britischer Schriftsteller
- Heather Ashton (1929–2019), britische Psychopharmakologin und Ärztin
- Henry Ashton (* 1991), britischer Schauspieler
- Herbert Ashton (1885–1927), englischer Fußballspieler
- Hubert Ashton (1898–1979), englischer Cricket- und Fußballspieler und Politiker
- Jade Ashton Carey (* 2000), US-amerikanische Kunstturnerin, siehe Jade Carey
- James Ashton (Künstler) (1859–1935), australischer Künstler und Kunstlehrer
- James Ashton (Politiker) (1864–1939), australischer Politiker
- James Ashton (Marineoffizier) (1883–1951), britischer Marineoffizier
- James Ashton (Polospieler) (James William Ashton; 1941–2010), australischer Polospieler
- James Ashton (Tontechniker), Tontechniker
- Jayne Ashton (* 1947), englische Squashspielerin
- Jennifer Ashton (* 1969), US-amerikanische Ärztin, Autorin und Fernsehkorrespondentin
- Joe Ashton (1933–2020), britischer Politiker
- John Ashton (1948–2024), US-amerikanischer Schauspieler
- John Ashton (Fußballspieler) (* 1954), englischer Fußballspieler
- Jon Ashton (Fußballspieler, 1979) (* 1979), englischer Fußballspieler
- Jon Ashton (Fußballspieler, 1982) (* 1982), englischer Fußballspieler
- Julian Ashton (1851–1942), australischer Maler und Kunstlehrer
- Julie Ashton (* 1968), US-amerikanische Pornodarstellerin
- Ken Ashton (* 1936), englischer Fußballspieler
- Kevin Ashton (* 1968), britischer Informationstechniker
- Leslie Ashton (1986–2012), US-amerikanische Popsängerin, siehe Leslie Carter
- Lisa Ashton (* 1970), britische Dartspielerin
- Liz Ashton (* 1950), kanadische Reitsportlerin
- Lorin Ashton (* 1978), US-amerikanischer DJ, Liveact und Musikproduzent, siehe Bassnectar
- Lyn Ashton (* 1951), US-amerikanische Kanutin
- Margaret Ashton, englische Frauenrechtlerin, Pazifistin, Kommunalpolitikerin
- Mark Ashton (1960–1987), englischer LGBT-Aktivist
- Martyn Ashton (* 1974), englischer Trialbike-Fahrer
- Matthew Ashton (* 1988), britischer Pokerspieler
- Nathan Ashton (* 1987), englischer Fußballspieler
- Neil Ashton (* 1985), englischer Fußballspieler
- Niki Ashton (* 1982), kanadische Politikerin der Neuen Demokratischen Partei (NDP)
- Pat Ashton († 2013), britische Schauspielerin
- Patrick Ashton (* 1984), deutscher Eishockeytorhüter
- Percy Ashton (1909–1989), englischer Fußballspieler
- Peter Shaw Ashton (* 1934), britischer Forstwissenschaftler und Hochschullehrer
- Roger Ashton-Griffiths (* 1957), britisch-kanadischer Schauspieler und Filmemacher
- Ron Ashton (* 1954), kanadischer Eishockeyspieler
- Roy Ashton (Maskenbildner) (1909–1995), britischer Maskenbildner
- Roy Ashton (Fußballspieler) (1921–1985), walisischer Fußballspieler
- Sarah Ashton-Cirillo (* 1977), US-amerikanische Aktivistin und Journalistin
- Sylvia Ashton (1880–1940), US-amerikanische Schauspielerin der Stummfilmzeit
- Sylvia Ashton-Warner (1908–1984), neuseeländische Autorin
- Tara Ashton († 2011), US-amerikanische Schauspielerin
- Teddy Ashton (1906–1978), englischer Fußballspieler
- Thomas Ashton (Geistlicher) († 1578), englischer Geistlicher und Lehrer
- Thomas Ashton (Gewerkschafter) (1844–1927), britischer Gewerkschafter
- Thomas Ashton, 1. Baron Ashton of Hyde (1855–1933), britischer Politiker und Unternehmer
- Thomas Ashton, 2. Baron Ashton of Hyde (1901–1983), britischer Politiker
- Thomas Ashton, 3. Baron Ashton of Hyde (1926–2008), britischer Bankmanager
- Thomas Ashton, 4. Baron Ashton of Hyde (* 1958), britischer Politiker und Unternehmer
- Thomas Southcliffe Ashton (T. S. Ashton; 1889–1968), britischer Wirtschaftshistoriker
- Tony Ashton (1946–2001), britischer Rockmusiker
- Tracy Ashton, US-amerikanische Schauspielerin
- William Howard Ashton (Billy J. Kramer; * 1943), englischer Popmusiker, siehe Billy J. Kramer & the Dakotas
- Winifred Ashton (1888–1965), britische Drehbuchautorin und Schriftstellerin, siehe Clemence Dane
- Zawe Ashton (* 1984), britische Schauspielerin und Drehbuchautorin